# Selecció de futbol del Japó
La Selecció de futbol del Japó és l'equip representatiu del país a les competicions oficials. La seva organització està a càrrec de l'Associació Japonesa de Futbol, que pertany a la Confederació Asiàtica de Futbol (AFC) i a la Federació de Futbol de l'Àsia Oriental (EAFF).
Actualment és un dels millors equips del continent asiàtic, i ha guanyat quatre cops la Copa d'Àsia i s'ha classificat consecutivament per a cinc Copes del Món: França 1998, Corea i Japó 2002, Alemanya 2006, Sud-àfrica 2010 i Brasil 2014. Ha participat en 5 edicions de la Copa Confederacions, tan sols superat per Brasil i Mèxic. El seu millor registre intercontinental va ser la medalla de bronze en els Jocs Olímpics de Mèxic 1968. També va participar com a convidat a la Copa Amèrica de futbol de 1999.

## Resultats Internacionals

### Copa del Món
| - 1930 - No hi participà - 1934 - No hi participà - 1938 - Es va retirar - 1950 - No hi participà - 1954 - No es classificà - 1958 - No hi participà - 1962 - No es classificà | - 1966 - No hi participà - 1970 - No es classificà - 1974 - No es classificà - 1978 - No es classificà - 1982 - No es classificà - 1986 - No es classificà - 1990 - No es classificà | - 1994 - No es classificà - 1998 - Primera fase - 31r lloc - 2002 - Vuitens de final - 9è lloc - 2006 - Primera fase - 29è lloc - 2010 - Vuitens de final - 9è lloc - 2014 - Primera fase - 29è lloc - 2018 - Vuitens de final - 15è lloc |

### Copa del Món de Futbol de 2018

#### Fase de grups
| Pos | Equip    | PJ | PG | PE | PP | GF | GC | DG | Pts | Classificació        |
| --- | -------- | -- | -- | -- | -- | -- | -- | -- | --- | -------------------- |
| 1   | Colòmbia | 3  | 2  | 0  | 1  | 5  | 2  | +3 | 6   | Avança a segona fase |
| 2   | Japó     | 3  | 1  | 1  | 1  | 4  | 4  | 0  | 4   | Avança a segona fase |
| 3   | Senegal  | 3  | 1  | 1  | 1  | 4  | 4  | 0  | 4   |                      |
| 4   | Polònia  | 3  | 1  | 0  | 2  | 2  | 5  | −3 | 3   |                      |

| Colòmbia                         | 1–2     | Japó                       |
| -------------------------------- | ------- | -------------------------- |
| Carlos Sánchez 3' · Quintero 39' | Informe | Kagawa 6' (p.) · Osako 73' |

| Japó                 | 2–2     | Senegal              |
| -------------------- | ------- | -------------------- |
| Inui 34' · Honda 78' | Informe | Mané 11' · Wagué 71' |

| Japó | 0–1     | Polònia      |
| ---- | ------- | ------------ |
|      | Informe | Bednarek 59' |

### Copa Confederacions
| - 1992 - No es classificà - 1995 - Primera fase - 6è lloc - 1997 - No es classificà - 1999 - No es classificà - 2001 - Finalista - 2n lloc | - 2003 - Primera fase - 6è lloc - 2005 - Primera fase - 5è lloc - 2009 - No es classificà - 2013 - Primera fase - 7è lloc - 2017 - No es classificà |

### Copa d'Àsia
| - 1956 - No hi participà - 1960 - No hi participà - 1964 - No hi participà - 1968 - No es classificà - 1972 - No hi participà - 1976 - No es classificà | - 1980 - No hi participà - 1984 - No hi participà - 1988 - Primera fase - 10è lloc - 1992 - Campió - 1996 - Quarts de final - 5è lloc - 2000 - Campió | - 2004 - Campió - 2007 - Semifinalista - 4t lloc - 2011 - Campió - 2015 - Quarts de final - 5è lloc - 2019 - Subcampió |

### Copa d'Àsia Oriental
| - 2003 - Fase final - 2n - 2005 - Fase final - 2n - 2008 - Fase final - 2n | - 2010 - Fase final - 3r - 2013 - Campió - 2015 - Fase final - 4t |

### Jocs Olímpics
| - 1900 - No hi participà - 1904 - No hi participà - 1908 - No hi participà - 1912 - No hi participà - 1920 - No hi participà - 1924 - No hi participà - 1928 - No hi participà | - 1936 - Quarts de final - 8è lloc - 1948 - No hi participà - 1952 - No hi participà - 1956 - Primera ronda - 10è lloc - 1960 - No es classificà - 1964 - Quarts de final - 8è lloc - 1968 - Semifinalista - 3r lloc | - 1972 - No es classificà - 1976 - No es classificà - 1980 - No es classificà - 1984 - No es classificà - 1988 - No es classificà - Des del 1992 hi participa la Selecció sub-23 |

### Jocs Asiàtics
| - 1951 - Semifinalista - 3è lloc - 1954 - Primera fase - 10è lloc - 1958 - Primera fase - 11è lloc - 1962 - Primera fase - 6è lloc - 1966 - Semifinalista - 3r lloc | - 1970 - Semifinalista - 4t lloc - 1974 - Primera fase - 9è lloc - 1978 - Primera fase - 9è lloc - 1982 - Quarts de final - 5è lloc - 1986 - Primera fase - 9è lloc | - 1990 - Quarts de final - 8è lloc - 1994 - Quarts de final - 8è lloc - 1998 - Segona fase - 9è lloc - Des del 2002 hi participa la Selecció sub-23 |

### Jocs de l'Orient Llunyà
| - 1913 - No hi participà - 1915 - No hi participà - 1917 - Fase final - 3r lloc - 1919 - No hi participà - 1921 - Fase final - 3r lloc | - 1923 - Fase final - 3r lloc - 1925 - Fase final - 3r lloc - 1927 - Fase final - 2n lloc - 1930 - Finalista - 2n lloc - 1934 - Fase final - 4t lloc |

## Futbolistes
| #  | Nom                  | Període   | Partits (gols) |
| -- | -------------------- | --------- | -------------- |
| 1  | Yasuhito Endō        | 2002–2015 | 152 (15)       |
| 2  | Masami Ihara         | 1988–1999 | 122 (5)        |
| 3  | Yoshikatsu Kawaguchi | 1997–2010 | 116 (0)        |
| 4  | Yuji Nakazawa        | 1999–2010 | 110 (17)       |
| 5  | Shinji Okazaki       | 2008–     | 106 (49)       |
| 6  | Makoto Hasebe        | 2006–2018 | 104 (2)        |
| 7  | Shunsuke Nakamura    | 2000–2010 | 98 (24)        |
| 8  | Yuto Nagatomo        | 2008–     | 91 (3)         |
| 9  | Kazuyoshi Miura      | 1990–2000 | 89 (55)        |
| 10 | Yasuyuki Konno       | 2005–2015 | 87 (2)         |

| Posició | Jugador            | Període   | Gols (partits) |
| ------- | ------------------ | --------- | -------------- |
| 1       | Kunishige Kamamoto | 1964–1977 | 80 (84)        |
| 2       | Kazuyoshi Miura    | 1990–2000 | 55 (89)        |
| 3       | Shinji Okazaki     | 2008–     | 49 (106)       |
| 4       | Hiromi Hara        | 1978–1988 | 37 (75)        |
| 5       | Keisuke Honda      | 2008–     | 36 (86)        |
| 6       | Takuya Takagi      | 1992–1997 | 27 (44)        |
| 7       | Shinji Kagawa      | 2008–     | 27 (84)        |
| 8       | Kazushi Kimura     | 1979–1986 | 26 (54)        |
| 9       | Shunsuke Nakamura  | 2000–2010 | 24 (98)        |
| 10      | Naohiro Takahara   | 2000–2008 | 23 (57)        |

## Entrenadors
Actualitzat el 15 de novembre de 2016.
| Seleccionador           | Període      | Partits | Guanyats | Empatats | Perduts | % Partits guanyats |
| ----------------------- | ------------ | ------- | -------- | -------- | ------- | ------------------ |
| Masujiro Nishida        | 1923         | 2       | 0        | 0        | 2       | 0%                 |
| Goro Yamada             | 1925         | 2       | 0        | 0        | 2       | 0%                 |
| Vacant                  | 1927         | 2       | 1        | 0        | 1       | 50%                |
| Shigeyoshi Suzuki       | 1930         | 2       | 1        | 1        | 0       | 50%                |
| Shigemaru Takenokoshi   | 1934         | 3       | 1        | 0        | 2       | 33.33%             |
| Shigeyoshi Suzuki       | 1936         | 2       | 1        | 0        | 1       | 50%                |
| Shigemaru Takenokoshi   | 1940         | 1       | 1        | 0        | 0       | 100%               |
| Hirokazu Ninomiya       | 1951         | 3       | 1        | 1        | 1       | 33.33%             |
| Shigemaru Takenokoshi   | 1954–56      | 12      | 2        | 4        | 6       | 16.66%             |
| Taizo Kawamoto          | 1958         | 2       | 0        | 0        | 2       | 0%                 |
| Shigemaru Takenokoshi   | 1958–59      | 12      | 4        | 2        | 6       | 33.33%             |
| Vacant                  | 1960         | 1       | 0        | 0        | 1       | 0%                 |
| Hidetoki Takahashi      | 1961–1962    | 14      | 3        | 2        | 9       | 21.43%             |
| Ken Naganuma            | 1963–1969    | 31      | 18       | 7        | 6       | 58.06%             |
| Shunichiro Okano        | 1970–1971    | 19      | 11       | 2        | 6       | 57.90%             |
| Ken Naganuma            | 1972–1976    | 42      | 16       | 6        | 20      | 38.09%             |
| Hiroshi Ninomiya        | 1976–1978    | 27      | 6        | 6        | 15      | 22.22%             |
| Yukio Shimomura         | 1979–1980    | 14      | 8        | 4        | 2       | 57.14%             |
| Masashi Watanabe        | 1980         | 3       | 2        | 0        | 1       | 66.67%             |
| Saburo Kawabuchi        | 1980–1981    | 10      | 3        | 2        | 5       | 30%                |
| Takaji Mori             | 1981–1985    | 43      | 22       | 5        | 16      | 51.16%             |
| Yoshinobu Ishii         | 1986–1987    | 17      | 11       | 2        | 4       | 64.70%             |
| Kenzo Yokoyama          | 1988–1991    | 24      | 5        | 7        | 12      | 20.83%             |
| Hans Ooft               | 1992–1993    | 27      | 16       | 7        | 4       | 59.25%             |
| Paulo Roberto Falcão    | 1994         | 9       | 3        | 4        | 2       | 33.33%             |
| Shu Kamo                | 1994–1997    | 46      | 23       | 10       | 13      | 50%                |
| Takeshi Okada           | 1997–1998    | 15      | 5        | 4        | 6       | 33.33%             |
| Philippe Troussier      | 1998–2002    | 50      | 23       | 16       | 11      | 46%                |
| Zico                    | 2002–2006    | 71      | 37       | 16       | 18      | 52.11%             |
| Ivica Osim              | 2006–2007    | 20      | 13       | 5        | 3       | 65%                |
| Takeshi Okada           | 2007–2010    | 50      | 26       | 13       | 11      | 52%                |
| Hiromi Hara (interí)    | 2010         | 2       | 2        | 0        | 0       | 100%               |
| Alberto Zaccheroni      | 2010–2014    | 55      | 30       | 12       | 13      | 54.54%             |
| Javier Aguirre Onaindía | 2014–2015    | 10      | 7        | 1        | 2       | 70%                |
| Vahid Halilhodžić       | des del 2015 | 23      | 15       | 5        | 3       | 65.28%             |